# مگومی (بازیگر)
مگومی (انگلیسی: Megumi؛ زادهٔ ۲۵ سپتامبر ۱۹۸۱) بازیگر، خواننده، شخصیت‌های تلویزیونی در ژاپن، صدا پیشه، و اهالی کسب‌وکار اهل ژاپن است.